# Kašina
Kašina je naselje na području Grada Zagreba u sklopu gradske četvrti Sesvete. Nalazi se oko 12 kilometra sjeveroistočno od centra Zagreba i oko 2 km od krajnjih istočnih rubova naselja Zagreb (Jalševec i Čučerje), a oko 9 kilometara sjeverno od Sesveta, ispod Medvednice uz srednjovjekovnu prometnicu koja vodi prema značajnom marijanskom svetištu Mariji Bistrici. Smještena je među bregovima te je izdužena. Iako je službeno jedno naselje, obično se dijeli na Gornju i Donju Kašinu. Nalazi se 7 km južno od Hrvatskog zagorja, točnije od općine Marija Bistrica.
Kašina je najstarije naselje današnje gradske četvrti Sesvete, a do 1960. i najbitnije naselje Prigorja dok je bila veća od Sesveta i središte općine.
Poštanski broj Kašine je 10 362.

## Povijest
Prvi puta se spominje 1217. godine u povelji kralja Andrije II. Tada je zagrebačka crkva u Kašini imala dva zemljišna posjeda. Prvi posjed se prostirao uz veliku cestu "Magna strata", uz potok Kašinu i to negdje između današnjih mjesta Vugrovca i Planine. Drugi posjed se prostirao u okolici današnje Blaguše i Jesenovca. 
U Kašini, u donjem dijelu potoka Kašina bili su posjedi starih hrvatskih obitelji Peta i Veta. Kod pokrštavanja ime Peta zamijenjeno je s Petar, pa odatle i crkva u Kašini ima ime Sv. Petar i Pavao. 
U to doba u Kašini je bilo bilježništvo za "sudčije" Kašinu, Vugrovec, Vurnovec i Šašinovec. U ovu "sudčiju" kasnije su pripali Planina i Blaguša. U Kašini je bilo dugo vremena općinsko sjedište.
Među dokumentima u Historijskom arhivu Hrvatske u Zagrebu nalazi se povelja Karla I. Roberta od 1328. godine u kojoj se potvrđuje posjedovanje posjeda zagrebačkog Kaptola u Kašini, a u kojoj se spominje kod opisivanja međa kaptolskog posjeda u Kašini i Castrum antiquum PaganorumDakle, u mjestu Kašina spominje se stari grad koji su tada nazivali "poganskim gradom". Ovaj stari grad stajao je na brdu između doline potoka Vukovdola i doline potoka Beleka. Pretpostavka je da se ovaj stari grad može tražiti na brdu koje se uzdiže istočno od kapele Sv. Jurja u Planini opasano sa sjevera potokom Vukovdolom, a na zapadu potokom Kašinom i cestom Kašina – Marija Bistrica, te na jugu potokom Belkom. Pored ovog starog grada u Kašini, 1217. godine spominje se i Castrum Blagusa.
Kod Planine blizu Kašine se nalazio samostan sv. Jurja koji je pripadao hospitalcima (ivanovcima). U kasnijim izvorima je poznat kao monasterium s. Georgii de Planina. Trag toga je kapela sv. Jurja koja stoji u kašinskoj župi kod Planine.
Povijest pučkog školstva u kašinskom kraju počinje 1845. godine, a školska zgrada izgrađena je 1852. godine te se još uvijek nalazi na istom mjestu, ali tijekom godina je nadograđivana. U vrijeme banovanja Ivana Mažuranića 1878. i 1879. godine kroz Kašinu se gradi suvremena "tvrda" cesta koja je prometno povezivala Zagorje s Posavinom. Ta cesta još dandanas ima naziv bana Ivana Mažuranića.
Na toj cesti, pod brojem 43, nalazi se osnovna škola Vugrovec-Kašina.
Ali Kašina je imala i svojih crnih dana. U Kašini je bio epicentar potresa od 9 stupnjeva i to 9. prosinca 1880. godine. Od ovoga potresa kašinska crkva je jako oštećena. Kasniji potresi s epicentrom u Medvednici jačine 7 stupnjeva osjetili su se i u Kašini 1901., 1905., 1906. i 1926. godine. Zanimljiv je iskaz župnika Srećka Drakslera da je prilikom popravka crkve vidio "rimske" zidove te ostatke romaničkog i gotičkog prozora.
Danas, Kašina je dio grada Zagreba i po popisu stanovništva iz 2011. godine ima 1548 stanovnika u 470 domaćinstva.
Znak Kašine iz srednjeg vijeka je bunar od cigle.

## Stanovništvo
Prema popisu stanovništva iz 2011. godine, naselje je imalo 1548 stanovnika te 470 kućanstava. U 2021. godini naselje ima 1402 stanovnika.
| broj stanovnika | 885   | 817   | 938   | 1011  | 1047  | 1116  | 1024  | 1131  | 1150  | 1173  | 1279  | 1252  | 1302  | 1333  | 1487  | 1548  | 1402  |
|                 | 1857. | 1869. | 1880. | 1890. | 1900. | 1910. | 1921. | 1931. | 1948. | 1953. | 1961. | 1971. | 1981. | 1991. | 2001. | 2011. | 2021. |

## Poznate osobe
- Nikola Petir, hrv. nogometni sudac

## Promet
Kroz Kašinu prolazi državna cesta D29 prema Mariji Bistrici, česti put hodočasnika u Svetište Majke Božje Bistričke.
Kašinu sa Zagrebom i Sesvetama ponajprije povezuje ZET-ova autobusna linija 263 Dubec – Sesvete – Kašina – Planina Gornja, dok uz jugoistočni rub Kašine (Blaguška cesta) prolazi i linija 270 Dubec – Sesvete – Blaguša.

## Šport
- NK Kašina
- Badmintonski klub Vuk

## Udruge
- Dobrovoljno vatrogasno društvo Kašina Gornja
- Dobrovoljno vatrogasno društvo Kašina
- Kulturno umjetničko društvo Kašina